# Johan Nunez Camanez
Johan Nunez Camanez fue un trovador o juglar del siglo XIII.

## Biografía
No quedan datos biográficos. Carolina Michaelis sostiene que, por su apellido, procede de Camán situado en la parroquia de Albeos del municipio de Creciente. Por su colocación en los cancioneros su actividad poética se sitúa entre 1240 y 1260. António Resende de Oliveira le atribuye una cantiga de escarnio, que en los cancioneros pertenece a un Nunes, con base en ella sostiene que pudo participar en la conquista de Jaén.

## Obra
Se conservan ocho cantigas: cinco cantigas de amigo y tres cantigas de amor. Las ocho cantigas contienen una cierta unidad temática y, según se ordenen, pueden formar una pieza dramático-narrativa dialogada entre tres personajes.